# Pocadionta dentipes
Pocadionta dentipes is een keversoort uit de familie glanskevers (Nitidulidae). De wetenschappelijke naam van de soort is voor het eerst geldig gepubliceerd in 1898 door Grouvelle.